# معز كمون
مُعِز كَمُّون مخرج تونسي، ولد في 13 أوت 1962 بمدينة تونس.

## حياته
تخرج معز كمون من قسم الإخراج بالمدرسة العليا للسينمائيين والممثلين (بالفرنسية: École Supérieure de Cinéastes et d'Acteurs)‏ بباريس. بعد ذلك، عاد إلى تونس حيث عمل كمساعد مخرج لفترة طويلة (ما يفوق 50 فيلماً)، خاصة إلى جانب المخرج نوري بوزيد في أول أفلامه وكمساعد مخرج ثاني مع فريد بوغدير في فيلمه عصفور السطح. كما عمل كمساعد مخرج مع مخرجين عالميين، كأنتوني منغيلا في فيلمه المريض الإنجليزي وجورج لوكاس في فيلمه حرب النجوم وغيرهم. كما عمل كمنتج منفذ في بعض الأفلام والمسلسلات التونسية والعالمية من خلال شركته سندباد للإنتاج.

## أعماله

### أفلام قصيرة[2]
- ربما ليلة (1987)
- صوت النحاس (1991)
- برج كاستيلو (1995)
- مرحلة من التاريخ (1998)، وهو شريط وثائقي
- كاتب عمومي (2001)

### أفلام طويلة[2]
- كلمة رجال (2004)
- آخر ديسمبر (2010)

## روابط خارجية
- معز كمون على موقع IMDb (الإنجليزية)